# 布瓦尔和佩库歇
《布瓦尔和佩库歇》（發音：[buvaʁ e pekyʃɛ]）是法国作家古斯塔夫·福樓拜未完成的一部小说，作者去世后于1881年出版。 

## 梗概
在炎夏里的一个星期日，在巴黎兵工厂港盆地附近的布尔东大道上，两个漫步者，布瓦尔和佩库歇，在长凳上偶然相遇，相互认识。他们注意到，他俩都想到了把自己的名字写在帽子里。“于是，两人互相端详了起来。”布瓦尔和佩库歇都对对方着迷，他们发现两人不仅都是抄写员，而且兴趣爱好也相同。如果有可能的话，他们都想住在乡下。 
恰好布瓦尔继承了一大笔遗产，于是两人的生活改变了。他们接管了卡爾瓦多斯省沙维尼奥尔的一个农场，离卡昂不远，接着，除了阅读一些相关的科普书籍以及偶然收集来的实用建议以外，他们没有做其他准备就开始投身于农业生产（农学、树木栽培、园艺、罐装食品制作、烧酒）。他们毫无经验只有满腔热情，遭遇许多困惑，结果只惹来各种各样的麻烦。同样，他们还一个接一个地钻研起了科学（化学、解剖学、生理学、医学、营养学、天文学、动物学、地质学）、考古学（建筑学、博物馆学、凯尔特宗教、古代文化、历史、传记）、文学（历史小说、戏剧、文学批评、语法学、美学）、政治、爱情、哲学（体操、通灵术、磁性、逻辑）、 宗教、教育（颅相学、绘画、自然历史、伦理、音乐、城市规划），结果也都是一事无成。 
他们也参与许多辩论，辩题涉及政治（发生在1848年革命后）、宗教和实证主义，而且时常辩论得非常激烈。和其他领域一样，他们的观点也充满了不确定且立论不充分。除了从阅读中得到的一些陈词滥调，他们一无所知。 
第十章里两人自愿抚养并教育的“孤儿”完全对其教学方法无动于衷，尽管这套教学法是从最好的书籍里学来的。小说在这里戛然而止。 

### 手稿预想的结尾提纲
福楼拜手稿包括了小说结尾的提纲：布瓦尔和佩库歇遭遇如此多的失败后灰心丧气，他们领养的孤儿也离他们而去，这时两人想出了最后一个点子——重操旧业，进行抄写。他们从巴黎运来足够的材料来造一间办公室。法国作家雷蒙·格诺认为，布瓦尔和佩库歇随后誊抄的作品里可能包括《庸见词典》 。

## 小说由来
这部小说的计划可以追溯至1872年，当时福楼拜在给乔治·桑的一封信里表达了他这个滑稽的想法。那时起，他就打算写一部嘲弄当代人自负心理的作品。从初步构思一直到因死尔中断的写作，他花时间进行了大量的资料收集工作，阅读了一千五百本不同的书籍。在创作时，福楼拜曾考虑过一个副标题“人类愚蠢的百科全书”，手稿结尾提到的《庸见词典》也加深了本小说的知名度。小说的滑稽之处在于，两个主人公狂热地想要知道一切、实验一切，而却无法正确理解他们读到的东西。最终写成的小说只是原计划的第一部分。 

## 改编
- 1971年首次改编成电视剧，朱利安·吉奥玛德和保罗·克劳谢饰演两名主人公。
- 1989年第二次改编为电视剧，让-皮埃尔·马里埃勒和让·卡尔梅饰演两名主人公。
- 让-路易·萨尔图改编并导演了这部小说的舞台剧版，名为《下诺曼底的布布和小佩》（法语：Boubou et Pécuche en Basse-Normandie），于1980年在巴黎的玛丽·斯图尔特剧院首次公演，然后在法国（法兰西岛、雷恩）和国外（達喀爾和阿比让）巡回演出，于1985年在奥利剧院以“充满活力的布瓦尔和佩库歇”（法语：Bouvard et Pécuchet en Goguette）为名重演，由伊夫·夏尔奈担任场景设计。每次都由丹尼·塔亚尔达、丹尼尔·杜布瓦和奥利维·普鲁斯特表演。
- 1994年， 让-马克·肖托将这部小说改编成舞台剧。弗雷德·佩尔松和弗朗索瓦·拉朗德扮演两个主角。该剧由让-马克·肖托的公司编写、图尔宽剧院制作，在巴黎的13剧院上演。
- 2016年，让·马克·肖托再次改编，在图尔宽制作并上演。这一次，他本人饰演佩库歇，埃里克·勒布朗饰演布瓦尔。
- 2017年，杰罗姆·德尚在巴黎的城市剧院改编并上演了这部小说，他本人和米沙·勒斯科担任主角。

### 评论作品
- Descharmes, René. . Paris. 1921. ISBN 978-1-171-91407-5 （法语）.  Descharmes, René. . Paris. 1921. ISBN 978-1-171-91407-5 （法语）.  Descharmes, René. . Paris. 1921. ISBN 978-1-171-91407-5 （法语）.
- Demorest, D. L. . Paris. 1931 （法语）.  Demorest, D. L. . Paris. 1931 （法语）.
- Butor, Michel. . La Différence. 1984 （法语）.  Butor, Michel. . La Différence. 1984 （法语）.
- Yvan Leclerc. . Paris: S.E.D.E.S. 1988 （法语）.  Yvan Leclerc. . Paris: S.E.D.E.S. 1988 （法语）.
- Ton-That, Thanh-Van. . Du Temps. 1999: 127. ISBN 978-2-84274-096-2 （法语）.  Ton-That, Thanh-Van. . Du Temps. 1999: 127. ISBN 978-2-84274-096-2 （法语）.  Ton-That, Thanh-Van. . Du Temps. 1999: 127. ISBN 978-2-84274-096-2 （法语）.
- Santerre, Jean-Paul. . Presses Universitaires de France. 1999. ISBN 978-2-13-050198-5 （法语）.  Santerre, Jean-Paul. . Presses Universitaires de France. 1999. ISBN 978-2-13-050198-5 （法语）.  Santerre, Jean-Paul. . Presses Universitaires de France. 1999. ISBN 978-2-13-050198-5 （法语）.
- Dord-Crouslé, Stéphanie. . Belin. 2000: 139. ISBN 978-2-7011-2826-9 （法语）.  Dord-Crouslé, Stéphanie. . Belin. 2000: 139. ISBN 978-2-7011-2826-9 （法语）.  Dord-Crouslé, Stéphanie. . Belin. 2000: 139. ISBN 978-2-7011-2826-9 （法语）.
- Tomoko, Mihara. . Université de Rouen. 1999: 442. ISBN 978-2-284-02346-3 （法语）.  Tomoko, Mihara. . Université de Rouen. 1999: 442. ISBN 978-2-284-02346-3 （法语）.  Tomoko, Mihara. . Université de Rouen. 1999: 442. ISBN 978-2-284-02346-3 （法语）.
- Thierry Poyet, Bouvard et Pécuchet, le savoir et la sagesse, Paris, Kimé, 2012